# Hebreiska universitetet i Jerusalem

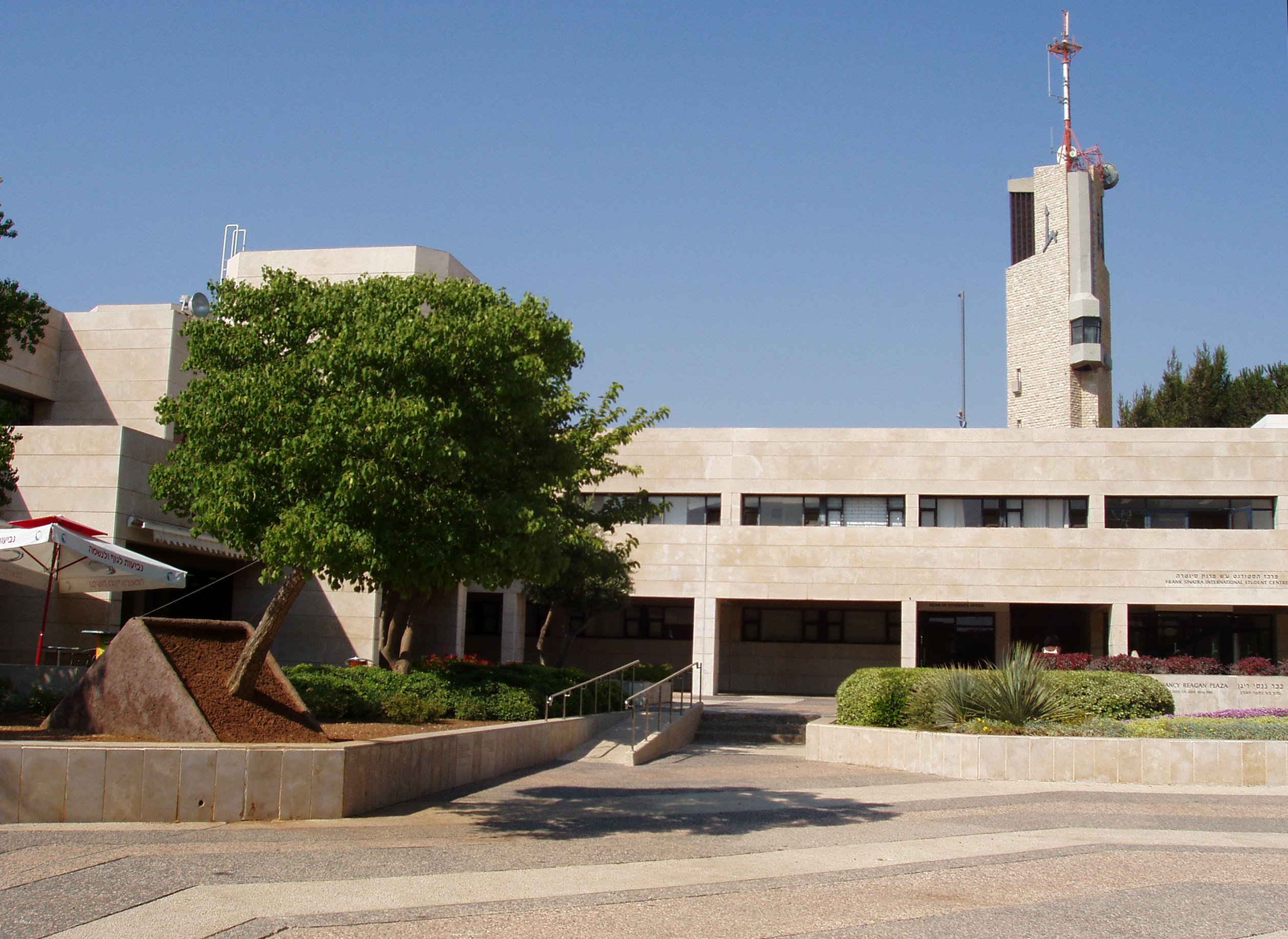

Hebreiska universitetet i Jerusalem (hebreiska: האוניברסיטה העברית בירושלים, ha-Universita ha-Ivrit B'irushalayim; arabiska: الجامعة العبرية في القدس, al-Ǧāmiʻah al-ʻIbriyyah fil-Quds; förkortat HUJI) är ett universitet i Jerusalem, Israel. Universitetet grundades 1925 och är det näst äldsta universitetet i Israel (efter Technion).
Bland de första ledamöterna i universitetets styrelse fanns bland andra Albert Einstein, Sigmund Freud, Martin Buber, Daniel Kahneman och Chaim Weizmann. Fyra av Israels premiärministrar har studerat vid universitetet. Under det senaste årtiondet har sju forskare eller studenter vid universitetet tilldelats Nobelpriset och en har tilldelats Fieldsmedaljen.
I Academic Ranking of World Universities 2013 rankades Hebreiska universitetet i Jerusalem på första plats i Israel och på 59:e plats i världen.